# Lista de municípios do Rio Grande do Norte por PIB
Este anexo lista todos os 167 municípios brasileiros do estado do Rio Grande do Norte por Produto Interno Bruto (PIB), com dados relativos a 2012 divulgados pelo IBGE. Neste ano, o PIB total do estado era de R$ 85 543 679 mil.
| Posição | Município                              | PIB (em R$)    |
| ------- | -------------------------------------- | -------------- |
| 1       | Natal                                  | 30 991 456 mil |
| 2       | Mossoró                                | 8 945 789 mil  |
| 3       | Parnamirim                             | 6 923 678 mil  |
| 4       | Alto do Rodrigues                      | 2 894 560 mil  |
| 5       | Guamaré                                | 1 985 430 mil  |
| 6       | João Câmara                            | 996 786 mil    |
| 7       | Macau                                  | 722 244 mil    |
| 8       | Caicó                                  | 697 627 mil    |
| 9       | Areia Branca                           | 659 169 mil    |
| 10      | Assu                                   | 566 258 mil    |
| 11      | Ceará-Mirim                            | 477 325 mil    |
| 12      | Touros                                 | 419 138 mil    |
| 13      | Apodi                                  | 403 347 mil    |
| 14      | São José de Mipibu                     | 360 251 mil    |
| 15      | Baraúna                                | 335 955 mil    |
| 16      | Currais Novos                          | 291 935 mil    |
| 17      | Touros                                 | 273 794 mil    |
| 18      | Pau dos Ferros                         | 268 140 mil    |
| 19      | Nova Cruz                              | 263 019 mil    |
| 20      | Pendências                             | 248 725 mil    |
| 21      | Baía Formosa                           | 241 436 mil    |
| 22      | Santa Cruz                             | 238 741 mil    |
| 23      | Parazinho                              | 237 229 mil    |
| 24      | Arez                                   | 234 380 mil    |
| 25      | Governador Dix-Sept Rosado             | 226 458 mil    |
| 26      | Caraúbas                               | 219 980 mil    |
| 27      | Porto do Mangue                        | 217 191 mil    |
| 28      | Canguaretama                           | 213 255 mil    |
| 29      | Extremoz                               | 189 783 mil    |
| 30      | Goianinha                              | 186 895 mil    |
| 31      | Carnaubais                             | 181 823 mil    |
| 32      | Nísia Floresta                         | 165 155 mil    |
| 33      | Parelhas                               | 154 133 mil    |
| 34      | Santo Antônio                          | 145 419 mil    |
| 35      | Upanema                                | 134 237 mil    |
| 36      | Monte Alegre                           | 129 522 mil    |
| 37      | Grossos                                | 128 554 mil    |
| 38      | São Miguel                             | 127 214 mil    |
| 39      | Jucurutu                               | 123 729 mil    |
| 40      | São Paulo do Potengi                   | 101 274 mil    |
| 41      | Tibau do Sul                           | 98 500 mil     |
| 42      | Serra do Mel                           | 97 069 mil     |
| 43      | Jardim de Piranhas                     | 95 588 mil     |
| 44      | Taipu                                  | 95 436 mil     |
| 45      | Tangará                                | 95 253 mil     |
| 46      | Ipanguaçu                              | 93 937 mil     |
| 47      | Felipe Guerra                          | 91 593 mil     |
| 48      | Santana do Matos                       | 89 315 mil     |
| 49      | Brejinho                               | 87 278 mil     |
| 50      | Lagoa Nova                             | 86 503 mil     |
| 51      | Ielmo Marinho                          | 84 670 mil     |
| 52      | Jardim do Seridó                       | 84 423 mil     |
| 53      | Pedro Velho                            | 82 720 mil     |
| 54      | Acari                                  | 80 848 mil     |
| 55      | Angicos                                | 80 791 mil     |
| 56      | Alexandria                             | 77 897 mil     |
| 57      | Patu                                   | 77 120 mil     |
| 58      | Lajes                                  | 74 045 mil     |
| 59      | São Miguel do Gostoso                  | 73 568 mil     |
| 60      | Umarizal                               | 73 084 mil     |
| 61      | Poço Branco                            | 69 549 mil     |
| 62      | Passa-e-Fica                           | 68 623 mil     |
| 63      | Rio do Fogo                            | 68 298 mil     |
| 64      | Cruzeta                                | 67 361 mil     |
| 65      | Vera Cruz                              | 66 254 mil     |
| 66      | Cerro Corá                             | 64 820 mil     |
| 67      | São José do Campestre                  | 63 701 mil     |
| 68      | Montanhas                              | 63 406 mil     |
| 69      | Itajá                                  | 63 234 mil     |
| 70      | Maxaranguape                           | 61 010 mil     |
| 71      | Florânia                               | 57 427 mil     |
| 72      | Afonso Bezerra                         | 56 374 mil     |
| 73      | São Tomé                               | 56 276 mil     |
| 74      | Bom Jesus                              | 55 446 mil     |
| 75      | Tenente Ananias                        | 55 007 mil     |
| 76      | Campo Grande (ex-Augusto Severo)       | 54 806 mil     |
| 77      | Pureza                                 | 54 028 mil     |
| 78      | Boa Saúde (ex-Januário Cicco)          | 53 528 mil     |
| 79      | Campo Redondo                          | 53 453 mil     |
| 80      | Luís Gomes                             | 53 253 mil     |
| 81      | Serra Caiada (ex-Presidente Juscelino) | 51 222 mil     |
| 82      | São Rafael                             | 51 009 mil     |
| 83      | Carnaúba dos Dantas                    | 49 151 mil     |
| 84      | Tibau                                  | 48 909 mil     |
| 85      | Serra Negra do Norte                   | 48 289 mil     |
| 86      | Marcelino Vieira                       | 48 067 mil     |
| 87      | Espírito Santo                         | 46 176 mil     |
| 88      | Pedro Avelino                          | 45 813 mil     |
| 89      | Martins                                | 45 283 mil     |
| 90      | Galinhos                               | 44 898 mil     |
| 91      | Lagoa d'Anta                           | 43 557 mil     |
| 92      | Riachuelo                              | 43 497 mil     |
| 93      | Jaçanã                                 | 43 143 mil     |
| 94      | São João do Sabugi                     | 42 598 mil     |
| 95      | Equador                                | 42 596 mil     |
| 96      | Serrinha                               | 41 874 mil     |
| 97      | Lagoa Salgada                          | 41 547 mil     |
| 98      | Portalegre                             | 40 864 mil     |
| 99      | São Fernando                           | 39 957 mil     |
| 100     | Caiçara do Norte                       | 39 909 mil     |
| 101     | Lagoa de Pedras                        | 37 548 mil     |
| 102     | Antônio Martins                        | 37 511 mil     |
| 103     | Parazinho                              | 37 191 mil     |
| 104     | São José do Seridó                     | 36 947 mil     |
| 105     | Tenente Laurentino Cruz                | 36 521 mil     |
| 106     | São Vicente                            | 36 398 mil     |
| 107     | Doutor Severiano                       | 36 376 mil     |
| 108     | São Pedro                              | 36 335 mil     |
| 109     | Jandaíra                               | 36 267 mil     |
| 110     | Ouro Branco                            | 35 730 mil     |
| 111     | Itaú                                   | 34 537 mil     |
| 112     | Pedra Grande                           | 34 430 mil     |
| 113     | Severiano Melo                         | 34 072 mil     |
| 114     | Janduís                                | 34 035 mil     |
| 115     | Bento Fernandes                        | 33 901 mil     |
| 116     | Senador Elói de Souza                  | 33 688 mil     |
| 117     | Messias Targino                        | 33 249 mil     |
| 118     | José da Penha                          | 32 605 mil     |
| 119     | Encanto                                | 31 089 mil     |
| 120     | Santana do Seridó                      | 30 561 mil     |
| 121     | Rafael Fernandes                       | 29 792 mil     |
| 122     | Várzea                                 | 29 691 mil     |
| 123     | Coronel Ezequiel                       | 29 226 mil     |
| 124     | Santa Maria                            | 28 901 mil     |
| 125     | São Bento do Norte                     | 28 814 mil     |
| 126     | Almino Afonso                          | 27 799 mil     |
| 127     | Coronel João Pessoa                    | 27 440 mil     |
| 128     | Sítio Novo                             | 27 416 mil     |
| 129     | Japi                                   | 26 947 mil     |
| 130     | Riacho de Santana                      | 26 616 mil     |
| 131     | Lajes Pintadas                         | 25 963 mil     |
| 132     | Serra de São Bento                     | 25 801 mil     |
| 133     | Olho-d'Água do Borges                  | 25 682 mil     |
| 134     | Senador Georgino Avelino               | 25 510 mil     |
| 135     | Caiçara do Rio do Vento                | 25 005 mil     |
| 136     | Frutuoso Gomes                         | 24 601 mil     |
| 137     | Rodolfo Fernandes                      | 24 166 mil     |
| 138     | Serrinha dos Pintos                    | 24 112 mil     |
| 139     | Lucrécia                               | 23 079 mil     |
| 140     | Barcelona                              | 22 691 mil     |
| 141     | São Francisco do Oeste                 | 22 682 mil     |
| 142     | Triunfo Potiguar                       | 21 579 mil     |
| 143     | Ruy Barbosa                            | 21 563 mil     |
| 144     | Pilões                                 | 21 550 mil     |
| 145     | São Bento do Trairi                    | 21 396 mil     |
| 146     | Paraná                                 | 21 277 mil     |
| 147     | Venha-Ver                              | 21 211 mil     |
| 148     | Major Sales                            | 21 048 mil     |
| 149     | Jundiá                                 | 20 767 mil     |
| 150     | Paraú                                  | 20 243 mil     |
| 151     | Bodó                                   | 19 911 mil     |
| 152     | Vila Flor                              | 19 726 mil     |
| 153     | Fernando Pedroza                       | 19 428 mil     |
| 154     | Passagem                               | 19 265 mil     |
| 155     | Rafael Godeiro                         | 19 228 mil     |
| 156     | Lagoa de Velhos                        | 19 174 mil     |
| 157     | Riacho da Cruz                         | 18 902 mil     |
| 158     | Água Nova                              | 18 365 mil     |
| 159     | Francisco Dantas                       | 18 234 mil     |
| 160     | Pedra Preta                            | 17 235 mil     |
| 161     | Ipueira                                | 16 739 mil     |
| 162     | Jardim de Angicos                      | 16 597 mil     |
| 163     | Taboleiro Grande                       | 15 592 mil     |
| 164     | Timbaúba dos Batistas                  | 15 041 mil     |
| 165     | João Dias                              | 14 909 mil     |
| 166     | Monte das Gameleiras                   | 13 842 mil     |
| 167     | Viçosa                                 | 10 980 mil     |